# بوولگ (اکلاهما)
بوولگ(به انگلیسی: Bowlegs) شهری در ایالت اکلاهما کشور ایالات متحده آمریکا است که جمعیت آن در سرشماری سال ۲۰۱۰ میلادی، ۴۰۵ نفر بوده‌است.